# You Energy Volley
O You Energy Volley, também conhecido como Gas Sales Bluenergy Piacenza por questões de patrocínios, é um clube italiano de voleibol masculino com sede em Placência, na região da Emília-Romanha. Atualmente o clube disputa a Superlega, a primeira divisão do campeonato italiano.

## Histórico
O clube foi fundado em 2018 após a dissolução do Pallavolo Piacenza. Com base na licença adquirida do Volleyball Aversa, o clube poderia colocar a equipe da Série A2 na temporada 2018–19. Nesta temporada, a equipe conquistou o Campeonato Italiano e a Copa Itália, ambos da Série A2, sendo promovida à primeira divisão na temporada seguinte.
Competiu a primeira divisão da Copa Itália na temporada 2020–21, sendo eliminado na fase de grupos, enquanto que pelo Campeonato Italiano foi eliminado pelo Trentino Volley nas quartas de final. Na temporada seguinte, graças ao primeiro lugar obtido nos playoffs do quinto lugar, assegurou vaga para competir a Taça Challenge de 2022–23, o primeiro torneio continental de sua história.

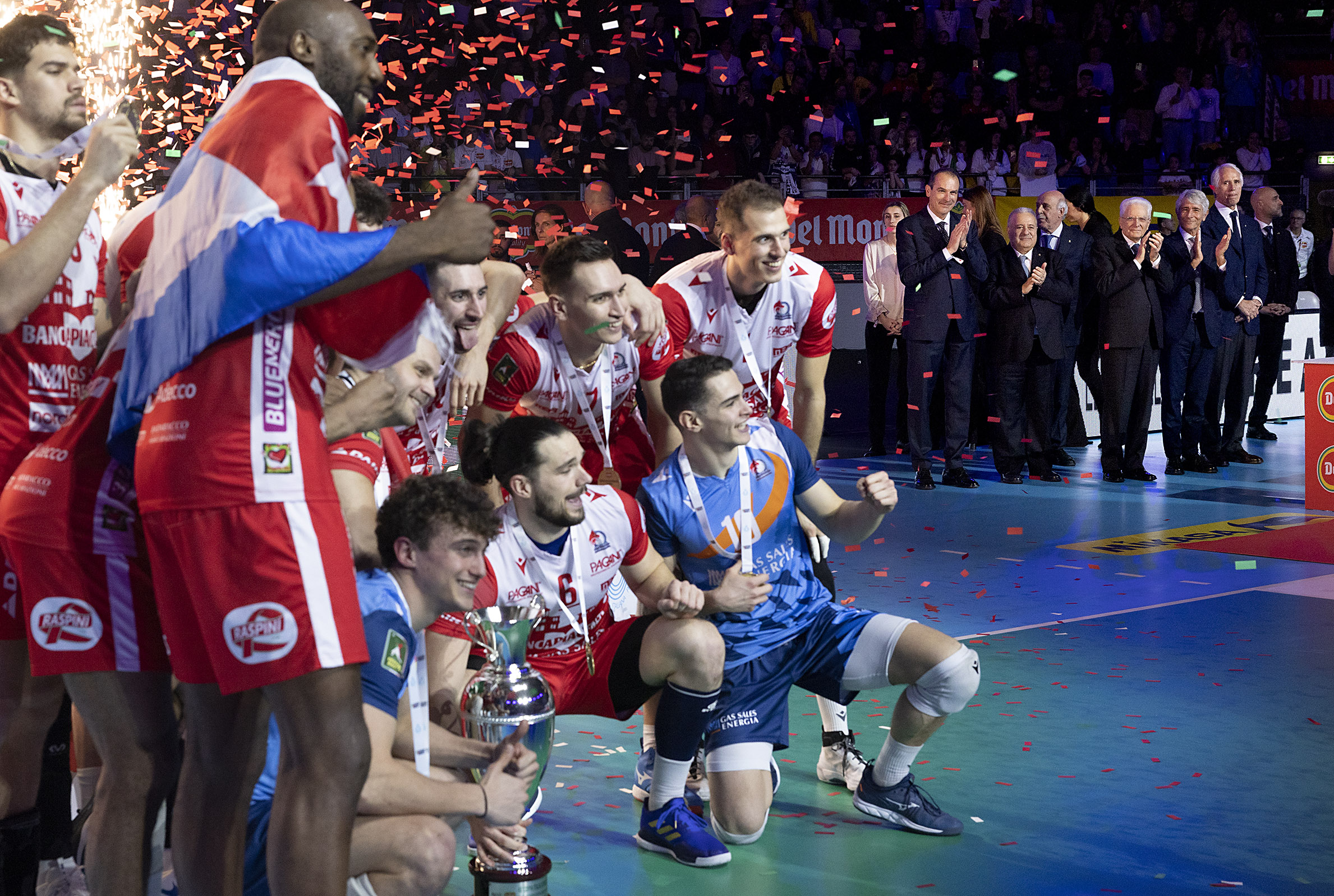
Elenco do Piacenza comemorando o título da Copa Itália de 2022–23.

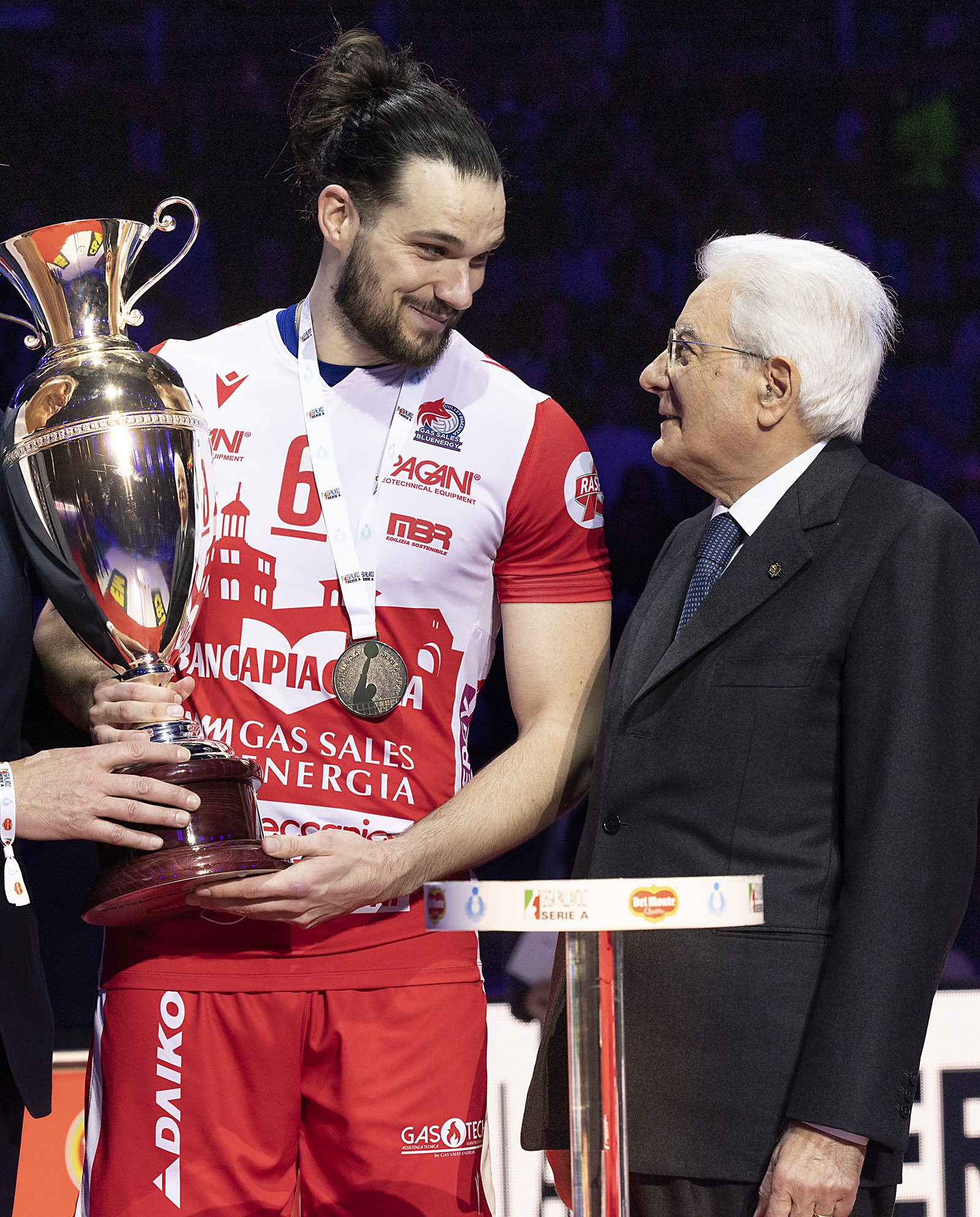
Antoine Brizard (capitão da equipe) fotografado com o presidente italiano Sergio Mattarella ao receber a taça da Copa Itália de 2022–23.

Na temporada 2022–23 o clube conquistou a Copa Itália, sendo o primeiro título da primeira divisão italiana da história do clube. Após derrotar na semifinal o Sir Safety Susa Perugia – então detentor do título – a equipe de Placência venceu na final o Itas Trentino pelo placar de 3 sets a 0. Pelo campeonato italiano, a equipe alcançou o terceiro lugar após vencer a série melhor de cinco contra o Allianz Milano.

## Títulos

### Campeonatos nacionais
Campeonato Italiano
- Terceiro lugar: 2022–23

 Copa Itália
- Campeão: 2022–23

 Campeonato Italiano - Série A2
- Campeão: 2018–19

 Copa Itália - Série A2
- Campeão: 2018–19

## Elenco atual
Atletas selecionados para disputar a temporada 2022–23.
| Camisa                    | Nome               | Altura (m) | Posição    |
| ------------------------- | ------------------ | ---------- | ---------- |
| 1                         | Luka Basic         | 2,01       | Oposto     |
| 2                         | Nicolò Hoffer      | 1,80       | Líbero     |
| 3                         | Francesco Recine   | 1,86       | Ponteiro   |
| 4                         | Fabrizio Gironi    | 2,00       | Ponteiro   |
| 5                         | Roamy Alonso       | 2,03       | Central    |
| 6                         | Antoine Brizard    | 1,96       | Levantador |
| 8                         | Ricardo Lucarelli  | 1,96       | Ponteiro   |
| 9                         | Yoandy Leal        | 2,01       | Ponteiro   |
| 10                        | Leonardo Scanferla | 1,84       | Líbero     |
| 12                        | Enrico Cester      | 2,02       | Central    |
| 13                        | Robertlandy Simón  | 2,08       | Central    |
| 17                        | Yuri Romanò        | 2,03       | Oposto     |
| 18                        | Edoardo Caneschi   | 2,05       | Central    |
| 19                        | Freek de Weijer    | 1,92       | Levantador |
| Técnico: Lorenzo Bernardi |                    |            |            |